# Familias de tipos de letra (HTML)
En HTML y XHTML, es el tipo de letra o familia de tipos de letra es el tipo de letra que se aplicará al cuerpo de texto en un navegador. El tipo de letra es relevante para la visualización del texto en la pantalla, en una impresora o en otro tipo de dispositivos.
Una familia de tipos de letra y otros atributos de presentación de un tipo de letra pueden ser aplicados en el código HTML, ya sea en las hojas de estilos en cascada (CSS) o en el elemento depreciado font de HTML.
```
<
p
 
class
=
"text"
>

Ejemplo de texto al cual se le ha dado formato con CSS en una hoja de estilo independiente.

</
p
>

<
p
 
style
=
"font-family: times, serif; font-size:14pt; font-style:italic"
>

Ejemplo de texto al cual se le ha dado formato en una línea dentro de la misma hoja CSS.

</
p
>

<
p
><
i
><
span
 
style
=
"font-family:times, serif;font-size:medium;"
>

Ejemplo de texto al cual se le ha dado formato con la «obsoleta» etiqueta FONT.

</
span
></
i
></
p
>

```

Cuando se utiliza el lenguaje CSS para aplicar un tipo de letra cuyo nombre tiene espacios en blanco, es preciso utilizar comillas o comillas simples para delimitar el nombre.
```
.
text
 
{
 
font-family
:
 
"calibri"
,
 
Garamond
,
 
'Comic Sans'
;
 
}

```

En CSS, una familia o grupo de tipos de letra (o Face en HTML) se compone de un conjunto de tipos de letra afines, agrupados como familias. Por ejemplo, la familia Times incluye diferentes tamaños, estilos (como romana {redondeada} y la cursiva {itálica}), y grosor (como normal y negrita).
El navegador web solo podrá aplicar un tipo de letra si está instalado en el sistema desde el cual se opera, lo cual no es siempre el caso. Los diseñadores en código HTML pueden listar la familia de tipos de letra sin adjudicarles preferencias, para ser usadas cuando se muestra el texto. En lista, los diferentes tipos de letra están separados por comas, como se vio más arriba. Para evitar resultados inesperados, la última familia de tipo de letra en la lista de ha de ser una de las cinco familias genéricas que están disponibles predeterminadamente en HTML y en CSS. Si el navegador no encuentra el tipo de letra especificado, utilizará aquellos tipos de letra predeterminados, que pueden haber sido definidos por el usuario. Dependiendo del navegador web, un usuario puede anular el tipo de letra definido por el escritor del código. Esto puede deberse por razones de gusto personal, pero también puede ser debido a alguna limitación visual del usuario, tales como la necesidad de un tamaño de letra mayor o a que debe evitar ciertos colores.

## Tipos de letra genéricos
La «familia de tipo de letra» puede usar un tipo de letra específico —como Heisei Mincho W9—, pero el resultado depende de los tipos de letra instalados en el dispositivo del usuario. El aspecto real dependerá del navegador y de los tipos de letra instalados en el sistema. La instalación predeterminada del navegador web Firefox en el sistema operativo Microsoft Windows, por ejemplo, siempre muestra los tipos de letra con gracias (serif) como Times y Times New Roman y los tipos de letra palo seco (sans serif) como Helvética y Arial.
| Tipo de letra   | Ejemplo (solo las verá si las tiene instaladas en su dispositivo)                                                                         |
| --------------- | --- |
| Agency FB       | ABCDEFGHIJKLMNOPQRSTUVWXYZ José compró una vieja zampoña en Perú. Excusándose, Sofía tiró su whisky al desagüe de la banqueta. 0123456789 |
| Antiqua         | ABCDEFGHIJKLMNOPQRSTUVWXYZ José compró una vieja zampoña en Perú. Excusándose, Sofía tiró su whisky al desagüe de la banqueta. 0123456789 |
| Architect       | ABCDEFGHIJKLMNOPQRSTUVWXYZ José compró una vieja zampoña en Perú. Excusándose, Sofía tiró su whisky al desagüe de la banqueta. 0123456789 |
| Arial           | ABCDEFGHIJKLMNOPQRSTUVWXYZ José compró una vieja zampoña en Perú. Excusándose, Sofía tiró su whisky al desagüe de la banqueta. 0123456789 |
| BankFuturistic  | ABCDEFGHIJKLMNOPQRSTUVWXYZ José compró una vieja zampoña en Perú. Excusándose, Sofía tiró su whisky al desagüe de la banqueta. 0123456789 |
| BankGothic      | ABCDEFGHIJKLMNOPQRSTUVWXYZ José compró una vieja zampoña en Perú. Excusándose, Sofía tiró su whisky al desagüe de la banqueta. 0123456789 |
| Blackletter     | ABCDEFGHIJKLMNOPQRSTUVWXYZ José compró una vieja zampoña en Perú. Excusándose, Sofía tiró su whisky al desagüe de la banqueta. 0123456789 |
| Calibri         | ABCDEFGHIJKLMNOPQRSTUVWXYZ José compró una vieja zampoña en Perú. Excusándose, Sofía tiró su whisky al desagüe de la banqueta. 0123456789 |
| Comic Sans      | ABCDEFGHIJKLMNOPQRSTUVWXYZ José compró una vieja zampoña en Perú. Excusándose, Sofía tiró su whisky al desagüe de la banqueta. 0123456789 |
| Courier         | ABCDEFGHIJKLMNOPQRSTUVWXYZ José compró una vieja zampoña en Perú. Excusándose, Sofía tiró su whisky al desagüe de la banqueta. 0123456789 |
| Cursive         | ABCDEFGHIJKLMNOPQRSTUVWXYZ José compró una vieja zampoña en Perú. Excusándose, Sofía tiró su whisky al desagüe de la banqueta. 0123456789 |
| Decorative      | ABCDEFGHIJKLMNOPQRSTUVWXYZ José compró una vieja zampoña en Perú. Excusándose, Sofía tiró su whisky al desagüe de la banqueta. 0123456789 |
| Fantasy         | ABCDEFGHIJKLMNOPQRSTUVWXYZ José compró una vieja zampoña en Perú. Excusándose, Sofía tiró su whisky al desagüe de la banqueta. 0123456789 |
| Fraktur         | ABCDEFGHIJKLMNOPQRSTUVWXYZ José compró una vieja zampoña en Perú. Excusándose, Sofía tiró su whisky al desagüe de la banqueta. 0123456789 |
| Frosty          | ABCDEFGHIJKLMNOPQRSTUVWXYZ José compró una vieja zampoña en Perú. Excusándose, Sofía tiró su whisky al desagüe de la banqueta. 0123456789 |
| Garamond        | ABCDEFGHIJKLMNOPQRSTUVWXYZ José compró una vieja zampoña en Perú. Excusándose, Sofía tiró su whisky al desagüe de la banqueta. 0123456789 |
| Georgia         | ABCDEFGHIJKLMNOPQRSTUVWXYZ José compró una vieja zampoña en Perú. Excusándose, Sofía tiró su whisky al desagüe de la banqueta. 0123456789 |
| Helvética       | ABCDEFGHIJKLMNOPQRSTUVWXYZ José compró una vieja zampoña en Perú. Excusándose, Sofía tiró su whisky al desagüe de la banqueta. 0123456789 |
| Impact          | ABCDEFGHIJKLMNOPQRSTUVWXYZ José compró una vieja zampoña en Perú. Excusándose, Sofía tiró su whisky al desagüe de la banqueta. 0123456789 |
| Minion          | ABCDEFGHIJKLMNOPQRSTUVWXYZ José compró una vieja zampoña en Perú. Excusándose, Sofía tiró su whisky al desagüe de la banqueta. 0123456789 |
| Modern          | ABCDEFGHIJKLMNOPQRSTUVWXYZ José compró una vieja zampoña en Perú. Excusándose, Sofía tiró su whisky al desagüe de la banqueta. 0123456789 |
| Monoespaciado   | ABCDEFGHIJKLMNOPQRSTUVWXYZ José compró una vieja zampoña en Perú. Excusándose, Sofía tiró su whisky al desagüe de la banqueta. 0123456789 |
| Palatino        | ABCDEFGHIJKLMNOPQRSTUVWXYZ José compró una vieja zampoña en Perú. Excusándose, Sofía tiró su whisky al desagüe de la banqueta. 0123456789 |
| Roman           | ABCDEFGHIJKLMNOPQRSTUVWXYZ José compró una vieja zampoña en Perú. Excusándose, Sofía tiró su whisky al desagüe de la banqueta. 0123456789 |
| Sans-serif      | ABCDEFGHIJKLMNOPQRSTUVWXYZ José compró una vieja zampoña en Perú. Excusándose, Sofía tiró su whisky al desagüe de la banqueta. 0123456789 |
| Serif           | ABCDEFGHIJKLMNOPQRSTUVWXYZ José compró una vieja zampoña en Perú. Excusándose, Sofía tiró su whisky al desagüe de la banqueta. 0123456789 |
| Script          | ABCDEFGHIJKLMNOPQRSTUVWXYZ José compró una vieja zampoña en Perú. Excusándose, Sofía tiró su whisky al desagüe de la banqueta. 0123456789 |
| Swiss           | ABCDEFGHIJKLMNOPQRSTUVWXYZ José compró una vieja zampoña en Perú. Excusándose, Sofía tiró su whisky al desagüe de la banqueta. 0123456789 |
| Times           | ABCDEFGHIJKLMNOPQRSTUVWXYZ José compró una vieja zampoña en Perú. Excusándose, Sofía tiró su whisky al desagüe de la banqueta. 0123456789 |
| Times New Roman | ABCDEFGHIJKLMNOPQRSTUVWXYZ José compró una vieja zampoña en Perú. Excusándose, Sofía tiró su whisky al desagüe de la banqueta. 0123456789 |
| Tw Cen MT       | ABCDEFGHIJKLMNOPQRSTUVWXYZ José compró una vieja zampoña en Perú. Excusándose, Sofía tiró su whisky al desagüe de la banqueta. 0123456789 |
| Verdana         | ABCDEFGHIJKLMNOPQRSTUVWXYZ José compró una vieja zampoña en Perú. Excusándose, Sofía tiró su whisky al desagüe de la banqueta. 0123456789 |